# Franco Rossi (hockeista su ghiaccio)
Franco Rossi (Milano, 2 gennaio 1916 – Alassio, 2 febbraio 2006) è stato un hockeista su ghiaccio e dirigente sportivo italiano.
Fu una stella dell'hockey su ghiaccio di Milano e della nazionale degli anni quaranta.
Riposa al Cimitero Monumentale di Milano.

## Carriera
Vinse sei scudetti nel periodo tra il 1937 e il 1950 sempre tra le file dell'Hockey Club Milano e dell'Associazione Milanese Disco Ghiaccio Milano, nata dalla fusione fra HC Milano e Diavoli Rossoneri; partecipò a 48 partite in nazionale in tre campionati mondiali oltre che ai Giochi olimpici invernali del 1936 e del 1948.
Negli anni successivi Rossi divenne presidente dell'Hockey Club Bocconi e dell'Hockey Club Ambrosiana.